# Mitracarpus flagellatus
Mitracarpus flagellatus là một loài thực vật có hoa trong họ Thiến thảo. Loài này được Sucre mô tả khoa học đầu tiên năm 1969.